# 拉韦宗河
拉韦宗河（法語：Lavézon，有时亦拼作，法語發音：[lavezɔ̃]）是法国奥弗涅-罗讷-阿尔卑斯大区阿尔代什省的河流，是罗讷河的支流，长16.5千米，发源自贝尔泽姆，于梅斯流入罗讷河。